# Diana Gabaldon
Diana J. Gabaldon (født 11. januar 1952 i Scottsdale, Arizona) er en amerikansk forfatter, der er bedst kendt for Outlander-bogserien.